# Groupe de NGC 5383
Le groupe de NGC 5383 comprend au moins cinq galaxies situées dans la constellation des Chiens de chasse. La distance moyenne entre ce groupe et la Voie lactée est d'environ 35,4 Mpc (∼115 millions d'al).

## Membres
Le tableau ci-dessous liste les quatre galaxies du groupe indiquées dans l'article de A.M. Garcia paru en 1993. Il faut ajouter la galaxie PGC 4074750 à ce groupe, car elle forme une paire de galaxies avec NGC 5362.
D'autre part, Abraham Mahtessian place ces quatre galaxies dans un autre groupe, celui de NGC 5371, un groupe également mentionné par Garcia.
La galaxie au sud de NGC 5362 est PGC 4074750. La distance de Hubble de cette galaxie est égale 34,83 ± 2,45 Mpc (∼114 millions d'al). Elle est donc au centième près à la même distance que NGC 5362. Il faut donc l'ajouter au groupe de NGC 5383. Un gros plan sur cette région montre que NGC 5362 est clairement en avant de PGC 4074750. Ces deux galaxies forment donc une paire de galaxies qui sont fort probablement en interaction gravitationnelle.
| Nom         | Class.           | Type                 | α (J2000.0)   | δ (J2000.0) | Vitesse radiale (km/s) | m                    | Distance (Mpc) | Diamètre (kal) |
| ----------- | ---------------- | -------------------- | ------------- | ----------- | ---------------------- | -------------------- | -------------- | -------------- |
| NGC 5337    | SB(rs)c? pec     | Spirale barrée       | 13h 52m 23.0s | 39° 41′ 14″ | 2124 ± 3               | 12,6                 | 34,1 ± 2,4     | 85             |
| NGC 5353    | S0               | Lenticulaire         | 13h 53m 26.7s | 40° 16′ 59″ | 2325 ± 3               | 11,0                 | 37,0 ± 2,6     | 72             |
| NGC 5362    | Sb? pec          | Spirale              | 13h 54m 53.3s | 41° 18′ 49″ | 2184 ± 3               | 12,3                 | 34,9 ± 2,5     | 68             |
| NGC 5383    | (R')SB(rs)b? pec | Spirale barrée       | 13h 57m 05.0s | 41° 50′ 47″ | 2270 ± 3               | 11,4                 | 36,1 ± 2,5     | 113            |
| PGC 4074750 | Sm               | Spirale magellanique | 13h 54m 53.5s | 41° 18′ 36″ | 2182 ± 1               | 15,826 ± 0,341 asinh | 34,8 ± 2,5     | 31             |

Le site DeepskyLog permet de trouver aisément les constellations des galaxies mentionnées dans ce tableau ou si elles ne s'y trouvent pas, l'outil du site constellation permet de le faire à l'aide des coordonnées de la galaxie. Sauf indication contraire, les données proviennent du site NASA/IPAC.